# Mosconi Cup 1998
Beim Mosconi Cup 1998 handelt es sich um die fünfte Auflage eines seit 1994 jährlich stattfindenden 9-Ball-Poolbillardturniers, bei dem ein europäisches Team gegen ein US-amerikanisches Team spielt. Das Turnier fand zwischen dem  17. und dem 20. Dezember in der York Hall, Bethnal Green, London, England  statt. Sieger wurde die Mannschaft aus den USA mit 13–9.

## Mannschaften
| Mannschaft der USA |                                                      |             |
| Name               | Bundesstaat, in dem der/die Spieler/in geboren wurde | Bemerkungen |
| Kim Davenport      | Oklahoma                                             |             |
| Johnny Archer      | Georgia                                              |             |
| Earl Strickland    | North Carolina                                       |             |
| Reed Pierce        | Mississippi                                          |             |
| Nick Varner        | Kentucky                                             |             |
| James Rempe        | Pennsylvania                                         |             |

| Mannschaft Europas |             |             |
| Name               | Heimatland  | Bemerkungen |
| Ralf Souquet       | Deutschland |             |
| Steve Knight       | England     |             |
| Mika Immonen       | Finnland    |             |
| Oliver Ortmann     | Deutschland |             |
| Steve Davis        | England     |             |
| Fabio Petroni      | Italien     |             |

## Resultate

### Donnerstag, 17. Dezember

#### Durchgang 1
|                                    | Resultate |                                    |
| ---------------------------------- | --------- | ---------------------------------- |
| Doppel Mika Immonen Ralf Souquet   | 7–5       | Doppel Johnny Archer Nick Varner   |
| Doppel Oliver Ortmann Steve Knight | 7–6       | Doppel James Rempe Earl Strickland |
| Doppel Fabio Petroni Steve Davis   | 5–7       | Doppel Kim Davenport Reed Pierce   |
| 2                                  | Bilanz    | 1                                  |
| 2                                  | Gesamt    | 1                                  |

### Freitag, 18. Dezember

#### Durchgang 2
|                                    | Resultate |                                    |
| ---------------------------------- | --------- | ---------------------------------- |
| Doppel Mika Immonen Ralf Souquet   | 7–3       | Doppel James Rempe Earl Strickland |
| Doppel Steve Davis Fabio Petroni   | 3–7       | Doppel Nick Varner Johnny Archer   |
| Doppel Oliver Ortmann Steve Knight | 7–5       | Doppel Kim Davenport Reed Pierce   |
| 2                                  | Bilanz    | 1                                  |
| 4                                  | Gesamt    | 2                                  |

#### Durchgang 3
|                             | Resultate |                              |
| --------------------------- | --------- | ---------------------------- |
| Einzelspiele Oliver Ortmann | 3–7       | Einzelspiele Johnny Archer   |
| Einzelspiele Steve Knight   | 3–7       | Einzelspiele Earl Strickland |
| Einzelspiele Mika Immonen   | 4–7       | Einzelspiele Reed Pierce     |
| Einzelspiele Ralf Souquet   | 7–1       | Einzelspiele Nick Varner     |
| 1                           | Bilanz    | 3                            |
| 5                           | Gesamt    | 5                            |

### Samstag, 19. Dezember

#### Durchgang 4
|                                    | Resultate |                                      |
| ---------------------------------- | --------- | ------------------------------------ |
| Doppel Steve Knight Oliver Ortmann | 6–7       | Doppel Earl Strickland Kim Davenport |
| Doppel Ralf Souquet Mika Immonen   | 5–7       | Doppel Johnny Archer Nick Varner     |
| Doppel Steve Davis Fabio Petroni   | 7–2       | Doppel Reed Pierce James Rempe       |
| 1                                  | Bilanz    | 2                                    |
| 6                                  | Gesamt    | 7                                    |

#### Durchgang 5
|                            | Resultate |                              |
| -------------------------- | --------- | ---------------------------- |
| Einzelspiele Steve Davis   | 2–7       | Einzelspiele Kim Davenport   |
| Einzelspiele Fabio Petroni | 5–7       | Einzelspiele James Rempe     |
| Einzelspiele Mika Immonen  | 4–7       | Einzelspiele Earl Strickland |
| 0                          | Bilanz    | 3                            |
| 6                          | Gesamt    | 10                           |

### Sonntag, 20. Dezember

#### Durchgang 6
|                             | Resultate |                            |
| --------------------------- | --------- | -------------------------- |
| Einzelspiele Ralf Souquet   | 7–5       | Einzelspiele Johnny Archer |
| Einzelspiele Oliver Ortmann | 4–7       | Einzelspiele Reed Pierce   |
| 1                           | Bilanz    | 1                          |
| 7                           | Gesamt    | 11                         |

#### Durchgang 7
|                            | Resultate |                            |
| -------------------------- | --------- | -------------------------- |
| Einzelspiele Steve Knight  | 7–6       | Einzelspiele Nick Varner   |
| Einzelspiele Steve Davis   | 7–6       | Einzelspiele James Rempe   |
| Einzelspiele Fabio Petroni | 5–7       | Einzelspiele Kim Davenport |
| Einzelspiele Ralf Souquet  | 4–7       | Einzelspiele Johnny Archer |
| 2                          | Bilanz    | 2                          |
| 9                          | Gesamt    | 13                         |